# 鲜于姓
鮮（音同「先餘」，「于」不是簡體字，不應轉寫成「鮮於」）为漢字複姓之一，在百家姓中排第437位，鮮于姓源自箕子的後裔子仲，在朝鮮半島也有分布。
鮮卑等族的鲜于姓，在孝文漢化以後，許多人改姓。

## 起源
- 出自箕子（續漢志）。
- 出自姬姓（史記索隱）。
- 出自白狄鮮虞部（春秋左氏傳集解）。
- 出自丁零族。

## 郡望
- 太原郡
- 渔阳郡

## 延伸阅读
[在维基数据编辑]
 《百家姓》
 《欽定古今圖書集成·明倫彙編·氏族典·鮮于姓部》，出自陈梦雷《古今圖書集成》